# 陽雄
陽 雄（よう ゆう、生年不詳 - 578年）は、西魏から北周にかけての軍人。字は元略。本貫は上洛郡邑陽県。

## 経歴
陽猛の子として生まれた。奉朝請を初任とし、都督・直後・明威将軍・積射将軍に累進した。于謹の下で盤豆柵を攻撃し、李遠の下で沙苑の戦いに参戦するなど、軍功を重ねた。安平県侯に封じられ、冠軍将軍・中散大夫の位を加えられた。後に洛陽に入り、河橋の戦いや玉壁の戦い、邙山の戦いに参加し、戦功を挙げた。邑陽郡太守の世襲を許された。宇文虬の下で上津を攻め落とし、通直散騎常侍・大都督となり、儀同三司の位に進んだ。南朝陳の侯方児・潘純陀が江陵に侵攻してくると、陽雄は豆盧寧の下でこれを撃退した。洵州刺史に任じられた。平州が置かれると、陽雄はその刺史に任じられた。爵位は玉城県公に進み、驃騎大将軍・開府儀同三司の位を加えられた。召還されて載師中大夫となり、西寧州総管に任じられたが、病のため受けなかった。通洛防主に任じられた。
国境に駐屯することが長く、軍民をよく統治して、北斉の独孤永業など敵として対峙した人からも尊敬を受けた。召還されて京兆尹となり、民部中大夫となった。位は大将軍に進み、まもなく中外府長史に転じた。江陵総管・四州五防諸軍事となり、魯陽県公に改封された。578年（宣政元年）、鎮で死去した。579年（大象元年）、魯陽郡公に追封され、陳曹莒汴四州刺史の位を追贈された。諡は懐といった。
子の陽長寛が後を嗣ぎ、位は儀同大将軍に上った。

## 伝記資料
- 『周書』巻44 列伝第36
- 『北史』巻66 列伝第54